# 奧賽羅 (華盛頓州)
奧賽羅（英語：Othello）位於美國華盛頓州亚当斯县。2000年美國人口普查時人口為5,847人，並在接下來的十年增長超過25.9%到達7,364人。奧賽羅自許為哥倫比亞流域灌溉計劃的「中心」。本市約位於斯波坎西南方100英里（160）、西雅圖東方180英里（290）、90號州際公路南方25英里（40）、17號州道和26號州道的交叉口。
奧賽羅有許多戶外娛樂。哥倫比亞國家野生動物保護區就位在5英里（8.0）外並擁有23,200英畝（94平方）的土地可供遠足、釣魚、騎自行車和觀賞野生動物。奧賽羅還有一個九洞的高爾夫球場，就位在西南方三英里外的邊樈上。

## 著名人士
- 比爾·克勞，爵士樂手／作家

## 資料來源
1. ↑  . United States Census Bureau.   [2008-01-31].
2. ↑  . United States Geological Survey. 2007-10-25  [2008-01-31].
3. 1 2 3  "華盛頓州奧賽羅市" （页面存档备份，存于）。奧賽羅官房網站。於2010年年5月存取。

## 外部連結
- 奧賽羅市官方網站 （页面存档备份，存于）
- 獨立評論報